# فلاستيميل بيترجيلا
فلاستيميل بيترجيلا (بالتشيكية: Vlastimil Petržela)‏ (مواليد 20 يوليو 1953) هو لاعب كرة قدم. يلعب مع منتخب تشيكوسلوفاكيا لكرة القدم. سبق له أن لعب في كأس العالم لكرة القدم مع منتخب بلاده.

## روابط خارجية
- فلاستيميل بيترجيلا على موقع الاتحاد الدولي (مؤرشف)  (الإنجليزية)
- فلاستيميل بيترجيلا على موقع الاتحاد التشيكي (الإنجليزية)
- فلاستيميل بيترجيلا على موقع قاعدة بيانات كرة القدم.إي يو (الإنجليزية)
- فلاستيميل بيترجيلا على موقع ناشيونال فوتبول تيمز (الإنجليزية)
- فلاستيميل بيترجيلا على موقع عالم كرة القدم.نت (الإنجليزية)